# Питер Бројгел Млађи
Питер Бројгел Млађи (хол. Pieter Brueghel de Jonge; 1564 — 1638) је био фламански ренесансни сликар, син Питера Бројгела Старијег.
Кад је имао само пет година, отац му је умро. Сликарству га је подучавао фламански сликар пејзажа Џилес ван Конинксло (Gilles van Coninxloo), чијом се кћерком Питер касније оженио.
Постао је самосталан мајстор 1585. године и углавном је сликао пејзаже, као и религиозне и фантастичне мотиве. На сликама с фантастичном тематиком често је приказивао ватру и гротескне фигуре, због чега је добио надимак „паклени Бројгел“.
Осим властитих слика, Питер Млађи је такође копирао радове свога оца, што је касније доводило до забуне око ауторства појединих слика.

## Дела
- „Сељачки сајам“
- „Распеће“
- „Зима, ловац у снегу“